# Кеада
Кеа́да (дав.-гр. Κεάδας, Καιάδας дав.-гр. Κεάδας, Καιάδας) — печера (розщелина) на захід від Спарти, в горах Тайгет, куди кидали бранців, зокрема Аристомена. За інформацією Фукідіда до неї був кинутий труп полководця Павсанія.
За Страбоном печера служила в'язницею.
В Афінах Кеаді відповідала яма Баратр (дав.-гр. Βάραθρον). У Фессалії таке ж місце називалося Коракес (Κόρακες — «крук»).

## Етимологія
Згідно з інформацією Роберта Бекеса слова καιάδας і καιετός («розщелина, що утворилася від землетрусу») відносяться ще до догрецького субстрату.

## Археологія

### Опис

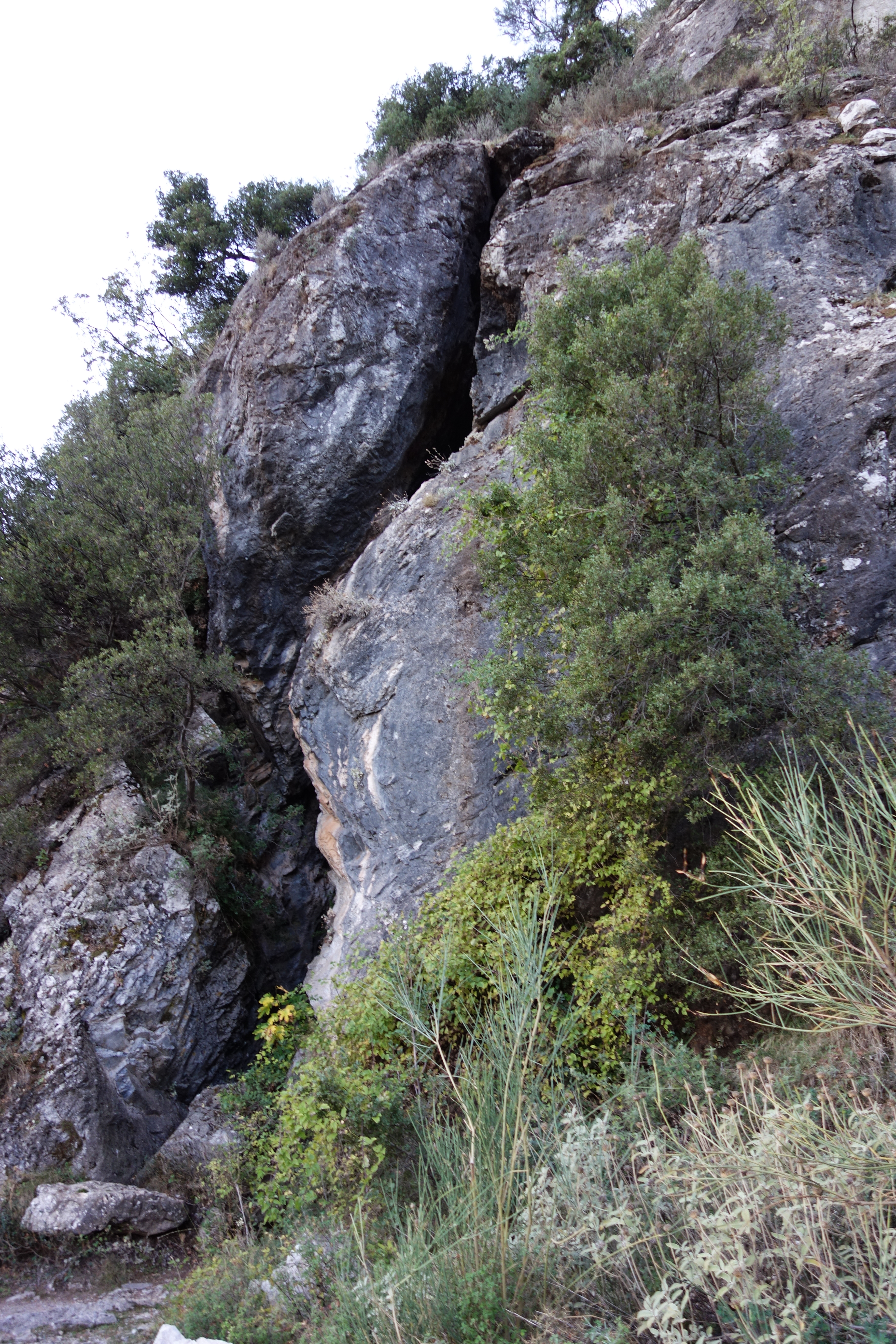

Ототожнюється з розщелиною, розташованою на території сучасного села Тріпі, за 10 км на північний захід від сучасного міста Спарта, на південній стороні дороги Спарті — Каламата, на пагорбі висотою 750 м над рівнем моря, що підноситься біля самого входу в Лангаду (Λαγκάδα), поперечної ущелини, що розтинає Тайгет та з'єднує Лаконію з Мессенією. Ущелина Лангада є єдиним природним шляхом, що веде через гірський хребет Тайгет, і відома з давніх-давен. Довжина дослідженої ділянки расзщелини близько 50 м, ширина 1,5-3,5 м, висота стін — 18-25 м. Нинішній вхід шириною близько 0,5 м знаходиться приблизно на 30 метровій висоті над автомобільною дорогою. Початковий вхід ще вищій відмітці сьогодні не видно. В даний час до розщелини від дороги ведуть сходи в 120 ступенів. Тектонічна розщелина розкривається з північного сходу на південний захід. Разщелина розширена вилуговуванням вапняків поверхневими атмосферними водами.
Дно розщелини заповнене людськими кістками. Основна маса людських кісток зосереджена у найглибшій частині печери. Кістки також були знайдені в природних ущелинах або поглибленнях значно вище за сучасного дна. Згідно з висновками антропологічного дослідження, тут знаходяться, головним чином, кістяки зрілих чоловіків і лише незначної кількості жінок, які опинилися там цілими тілами, а не розчленованими кістками.

### Історія досліджень
Ернст Курціус та Вільгельм Фішер ототожнювали Кеаду з ущелиною Тайгета біля села Пароріон поблизу Містри.
У 1879 році розщелину у Тріпі відвідав французький археолог Олів'є Рає, професор історії античного мистецтва Колеж де Франс, який опублікував докладний опис розщелини та людських кісток. Його ідентифікацію прийняли Гуго Блюмнер та Герман Гітціг у німецькому виданні Павсанія.
У 1983 році з ініціативи відомого історика та археолога Петроса Темеліса організовано рекогносцирувальні роботи з дослідження розщелини у Тріпі за участю антропологічного музею медичного інституту Афінського університету. Згідно з Темелісом, розщелина використовувалася як місце страти переважно під час Мессенських воєн (VIII—V ст. до зв. е.). На основі ретельних спостережень Олів'є Рає та повідомлень античних авторів Темеліс ототожнив розщелину у Тріпі з давньою Кеадою.
У 2003 році міністерство культури Греції затвердило трирічну програму вивчення Кеади. За результатами досліджень, оприлюдненим антропологом Теодоросом Піціосом (Θεόδωρος Πίτσιος), професором медичного інституту Афінського університету, на поверхню піднято фрагменти 46 скелетів дорослих чоловіків віком від 18 до 35 років, які датуються методом радіовуглецевого датування VI та V ст. до н. е.